# Vero Beach
Vero Beach és una població dels Estats Units, seu del comtat d'Indian River, a l'estat de Florida. Segons el cens de l'1 de juliol de 2006 tenia 16.939 habitants.

## Demografia
Segons el cens del 2000, Vero Beach tenia 17.705 habitants, 8.516 habitatges, i 4.777 famílies. La densitat de població era de 617,5 habitants/km².
Dels 8.516 habitatges en un 17,5% hi vivien nens de menys de 18 anys, en un 44,4% hi vivien parelles casades, en un 8,6% dones solteres, i en un 43,9% no eren unitats familiars. En el 36,4% dels habitatges hi vivien persones soles el 16,6% de les quals corresponia a persones de 65 anys o més que vivien soles. El nombre mitjà de persones vivint en cada habitatge era de 2,02 i el nombre mitjà de persones que vivien en cada família era de 2,59.
Per edats la població es repartia de la següent manera: un 16% tenia menys de 18 anys, un 7% entre 18 i 24, un 23,6% entre 25 i 44, un 24,1% de 45 a 60 i un 29,4% 65 anys o més.
L'edat mediana era de 48 anys. Per cada 100 dones de 18 o més anys hi havia 92 homes.
La renda mediana per habitatge era de 38.427 $ i la renda mediana per família de 50.260 $. Els homes tenien una renda mediana de 31.217 $ mentre que les dones 24.022 $. La renda per capita de la població era de 30.940 $. Entorn del 6,4% de les famílies i el 9,1% de la població estaven per davall del llindar de pobresa.

## Poblacions més properes
El següent diagrama mostra les poblacions més properes.